# Maestà (Angelico)
La Madonna col Bambino del Museo nazionale di San Marco di Firenze è un'opera, tempera su tavola (189x81 cm), di Beato Angelico, databile al 1430 circa.

## Storia
Non si conosce l'origine della tavola, che doveva fare far parte di un polittico smembrato, come pannello centrale. Alcuni indicano come scomparti laterali i pannelli con i Santi Benedetto e Giovanni Battista e i Santi Francesco d'Assisi e Onofrio, sempre a San Marco, componenti un trittico già alla Certosa di Firenze. Se le misure sono compatibili, le tre tavole hanno sfondi diversi, che di solito nell'Angelico sarebbero stati unificati.
L'opera viene data agli anni trenta del Quattrocento, tra i primi lavori dell'artista, in bilico tra le influenze di Gentile da Fabriano e Masaccio. In particolare viene data a poco dopo il trittico di San Pietro Martire.
L'opera si ispirò probabilmente a un analogo dipinto di Lorenzo Monaco nella chiesa di Monte Oliveto a Firenze, databile al 1406-1410.

## Descrizione e stile
Si tratta di una Maestà, cioè di una Madonna in trono col Bambino in grembo. Se la ricchezza del drappo che copre il trono e le sinuose linee degli orli sono tipicamente tardogotiche, la linee del manto della Vergine sono più dritte e sintetiche che nella pala di Lorenzo Monaco e la posa del Bambino è più eretta. Tra le novità, che vennero riprese in opere successive, c'è il gradino di marmo con incrostazioni colorate, dipinto con grande cura e il grande sedile, dalla forma cuspidata. Il gradino in particolare ha una spazialità prospettica ben definita e sporge inequivocabilmente in avanti, secondo le novità più all'avanguardia di Brunelleschi e Masaccio. I lineamenti della Vergine sono slanciati ed aristocratici, come nel di poco successivo tabernacolo dei Linaioli, del 1433 circa. I colori sono accesi e brillanti, come nelle miniature a cui in quello stesso periodo si dedicava l'artista.

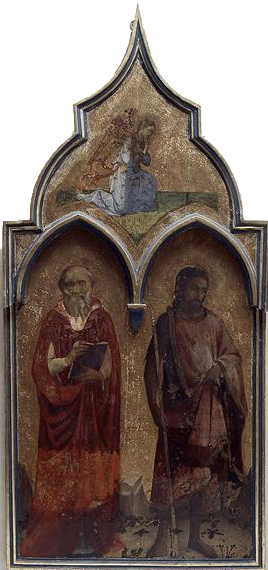
San Girolamo e San Giovanni Battista, nella cuspide San Gabriele arcangelo annunciante
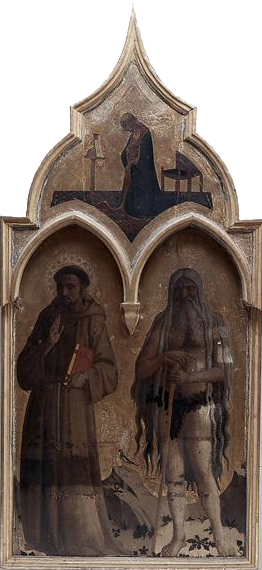
San Francesco d'Assisi e Sant'Onofrio, nella cuspide Madonna annunciata